# Чемпіонат СРСР з легкої атлетики в приміщенні 1971 — 200 метрів (жінки)

## Результати

### Фінальний залік
| Місце | Атлетка                    | Регіон    | Місто/Область | Результат |
| ----- | -------------------------- | --------- | ------------- | --------- |
| 1     | Віра Попкова               | УРСР      | Львів         | 24,8      |
| 2     | Марина Сидорова-Никифорова | Ленінград | Ленінград     | 24,9      |
| 3     | Надія Ільїна-Колесникова   | Москва    | Москва        | 25,0      |
| 4     | Олена Балашова             | РРФСР     | Брянськ       | 25,2      |
| 5     | Людмила Аксьонова          | УРСР      | Харків        | 25,2      |
| 6     | Людмила Самотьосова        | РРФСР     | Брянськ       | 25,3      |
| 7     | Марія Бахматова            | Ленінград | Ленінград     | 25,5      |
| 8     | Тетяна Сінєва              | Москва    | Москва        | 25,6      |